# Жечка (Нижньосілезьке воєводство)
Жечка (пол. Rzeczka, нім. Dorfbach) — село в Польщі, у гміні Валім Валбжиського повіту Нижньосілезького воєводства.
Населення — 139 осіб (2011).
У 1975-1998 роках село належало до Валбжиського воєводства.

## Демографія
Демографічна структура станом на 31 березня 2011 року:
|          | Загалом | Допрацездатний вік | Працездатний вік | Постпрацездатний вік |
| -------- | ------- | ------------------ | ---------------- | -------------------- |
| Чоловіки | 69      | 17                 | 46               | 6                    |
| Жінки    | 70      | 9                  | 44               | 17                   |
| Разом    | 139     | 26                 | 90               | 23                   |